# Chusquea nelsonii
Chusquea nelsonii är en gräsart som beskrevs av Frank Lamson Scribner och Jared Gage Smith. Chusquea nelsonii ingår i släktet Chusquea och familjen gräs. Inga underarter finns listade i Catalogue of Life.